# Werelderfgoed in Algerije
Tot het UNESCO werelderfgoed in Algerije behoren zeven werelderfgoederen. De eerste werd in 1980 ingeschreven.

## Werelderfgoederen

### Actuele Werelderfgoederen
Deze lijst toont de werelderfgoederen in Algerije in chronologische volgorde (C – Cultuurerfgoed; N – Natuurerfgoed).
| Naam                     | Jaar | Soort | Beschrijving | Afbeelding |
| ------------------------ | ---- | ----- | ------------ | ---------- |
| Al Qal'a van Beni Hammad | 1980 | C     |              |            |
| Tassili n'Ajjer          | 1982 | C/N   |              |            |
| M'Zabvallei              | 1982 | C     |              |            |
| Djémila                  | 1982 | C     |              |            |
| Tipaza                   | 1982 | C     |              |            |
| Timgad                   | 1982 | C     |              |            |
| Kasba van Algiers        | 1992 | C     |              |            |

### Als Werelderfgoed genomineerde objecten
Op de voorlopige lijst van de UNESCO worden objecten ingeschreven die naar het inzicht van de betreffende regering potentieel voor de erkenning als werelderfgoed in aanmerking komen. Dit zegt niets over een eventuele daadwerkelijke succesvolle inschrijving op de lijst. Tegenwoordig (2019) zijn op de voorlopige lijst zes objecten uit Algerije ingeschreven.
| Naam                                                                                 | Jaar | Soort | Beschrijving | Afbeelding |
| ------------------------------------------------------------------------------------ | ---- | ----- | ------------ | ---------- |
| Foggara-oases en ksour van de Westelijke Grote Erg                                   | 2002 | C     |              |            |
| Sites, plaatsen en routes van de Augustijnen in de centrale Maghreb                  | 2002 | C     |              |            |
| Nedroma en de Trara                                                                  | 2002 | C     |              |            |
| Wadi Souf                                                                            | 2002 | C     |              |            |
| De koningsgraven van Numidië, Mauretanië en pre-islamitische grafmonumenten          | 2002 | C     |              |            |
| Park van Aurès met de oase-nederzettingen van de Rhoufi-kloof en de El Kantara-kloof | 2002 | C     |              |            |

## Objecten voorheen op de Kandidatenlijst
Deze objecten werden van de voorlopige lijst verwijderd en door nieuwe vervangen.
| Naam                          | Jaar        | Soort | Beschrijving | Afbeelding |
| ----------------------------- | ----------- | ----- | ------------ | ---------- |
| Citadelkwartier van Sétif     | 1980 - 1981 | C     |              |            |
| Atlasgebergte en Sahara-Atlas | 1985 - 1994 | N     |              |            |
| De moskeeën van Tlemcen       | 1985 - 1996 | C     |              |            |

Al Qal'a van Beni Hammad · Tassili n'Ajjer · M'Zabvallei · Djémila · Tipaza · Timgad · Kasba van Algiers